# Evgenij Maksimilianovič di Leuchtenberg
Evgenij Maksimilianovič di Beauharnais, V duca di Leuchtenberg (Евгений Максимилианович Романовский князь Лейхтенбергский; San Pietroburgo, 8 febbraio 1847 – San Pietroburgo, 31 agosto 1901) fu il V duca di Leuchtenberg.

## Biografia
Evgenij era ufficialmente il secondo figlio maschio e quinto dei figli di Maksimilian Evgen’evič di Beauharnais, III duca di Leuchtenberg, e di sua moglie, la granduchessa Marija Nikolaevna di Russia.
I suoi nonni paterni erano il principe Eugenio di Beauharnais e la principessa Augusta di Baviera, mentre quelli materni erano lo zar Nicola I di Russia e la principessa Carlotta di Prussia.
Tuttavia, molti storici sostengono che Evgenij fosse il figlio illegittimo del conte Grigorij Aleksandrovič Stroganov, amante e poi secondo marito della granduchessa Marija. Al momento del suo concepimento, i suoi genitori erano infatti freddi e la granduchessa Marija aveva una relazione con il conte Stroganov da due anni. Nonostante tutto, Massimiliano riconosce Evgenij come suo figlio, battezzandolo con il nome del nonno, il principe Eugenio di Beauharnais. Crescendo, Evgenij non si vergogna della sua bastardaggine e non esita a dichiarare pubblicamente di essere "come tutti sanno, il figlio di Stroganov". 

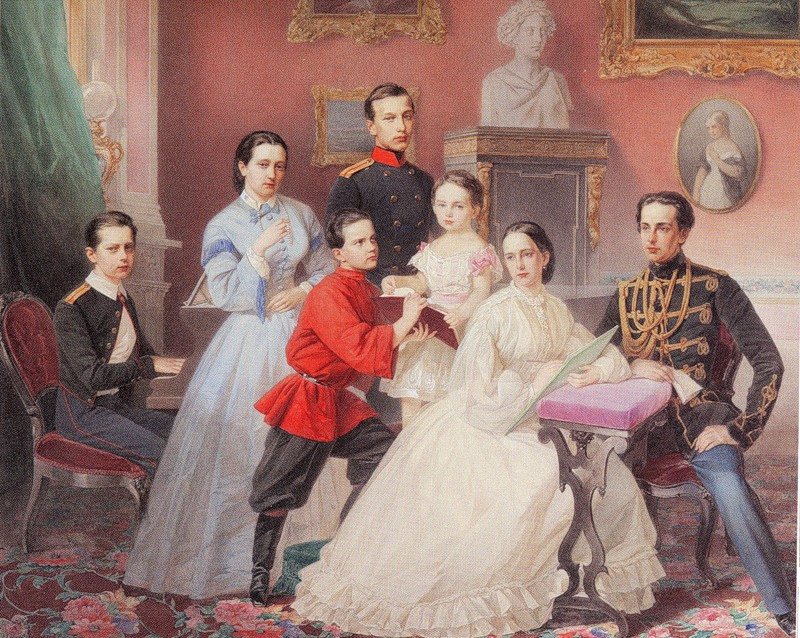
la granduchessa Marija Nikolaevna di Russia e i suoi figli

Evgenij ha un rapporto difficile anche con la madre, che lo preferisce a suo fratello maggiore Nikolaj. Quest'ultimo però soffriva di gravi problemi di salute ed Evgenij era costretto a seguirlo durante le sue cure all'estero, mentre i suoi genitori rimanevano in Russia con il resto dei fratelli.
Il 18 dicembre 1852, dopo la morte del loro padre, a tutti i figli del duca Massimiliano fu concesso di portare il nome e il titolo principesco di Romanovskij, e designati "Altezza Imperiale". Dopo la morte di suo padre nel 1852, il fratello maggiore di Evgenij, Nikolaj diventò il quarto duca di Leuchtenberg.

## Carriera
A differenza di suo fratello Nikolaj, che dimostra di essere molto dotato nella scienza, Evgenij era uno studente piuttosto mediocre, appassionato solo di giochi di carte. Come tutti i membri della sua famiglia, il principe si dedicò, sin dalla nascita, alla carriera militare e suo nonno lo nominò membro del reggimento Preobraženskij e comandante del reggimento ulani poco dopo la sua nascita. Il suo tutore aveva poche opportunità di essere soddisfatto dei progressi del suo allievo.

Nel 1867 fu nominato cornetta del reggimento degli Ulani prima di essere nominato, l'anno successivo, luogotenente dell'esercito imperiale. Ma, poco dopo, il principe causò un enorme scandalo disertando a Parigi con un'attrice francese di nome Letessier. Riportato a San Pietroburgo, la corte marziale lo privò di tutte le decorazioni che gli furono state conferite.

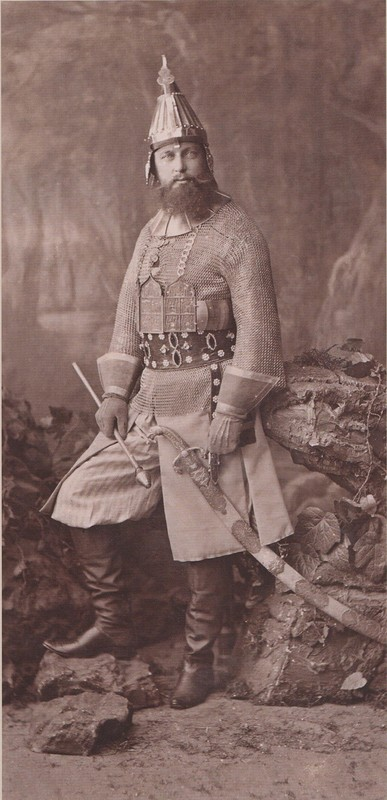
Il duca Evgenij Maksimilianovič

Nel 1872, il principe si offrì volontario per partecipare alla conquista del Turkestan. L'anno successivo, ha partecipato alla campagna di Khiva. Pochi anni dopo, prese parte alla guerra russo-turca del 1877-1878. Ferito nella battaglia di Kazanlyk, è stato promosso a generale..
Successivamente fu nominato generale maggiore, comandante dei dragoni di Astrachan' e dei cosacchi di Orenburg. Terminò la sua carriera militare come generale di fanteria (1898).

## Matrimoni

### Primo matrimonio
Sposò, il 9 gennaio 1869 a Firenze, Dar'ja Konstantinovna Opočinina (03 luglio 1844-07 marzo 1870), figlia di Konstantin Fëdorovič Opočinin. Ebbero una figlia:
- Dar'ja Evgen'evna Boharnė (1870-1937)

Dar'ja ricevette il titolo di contessa di Beauharnais{. Questa unione morganatica, celebrata in Italia, suscitò scandalo, soprattutto perché accadde successivamente al matrimonio del fratello Nikolaj con una divorziata l'anno precedente. Dando il permesso per questo matrimonio, l'imperatore Alessandro II di Russia disse allo zarevič Alessandro: “Ho dato il mio consenso al matrimonio di Evgenij, perché non vedo alcun vero ostacolo. I Leuchtenberg non sono granduchi, e non dobbiamo preoccuparci del declino della loro famiglia, che non tocca minimamente il nostro Paese".
Dar'ja morì di parto. Molto colpito dalla morte della moglie, Evgenij affogò la sua tristezza nell'alcol, nel gioco d'azzardo e nelle donne.

### Secondo matrimonio

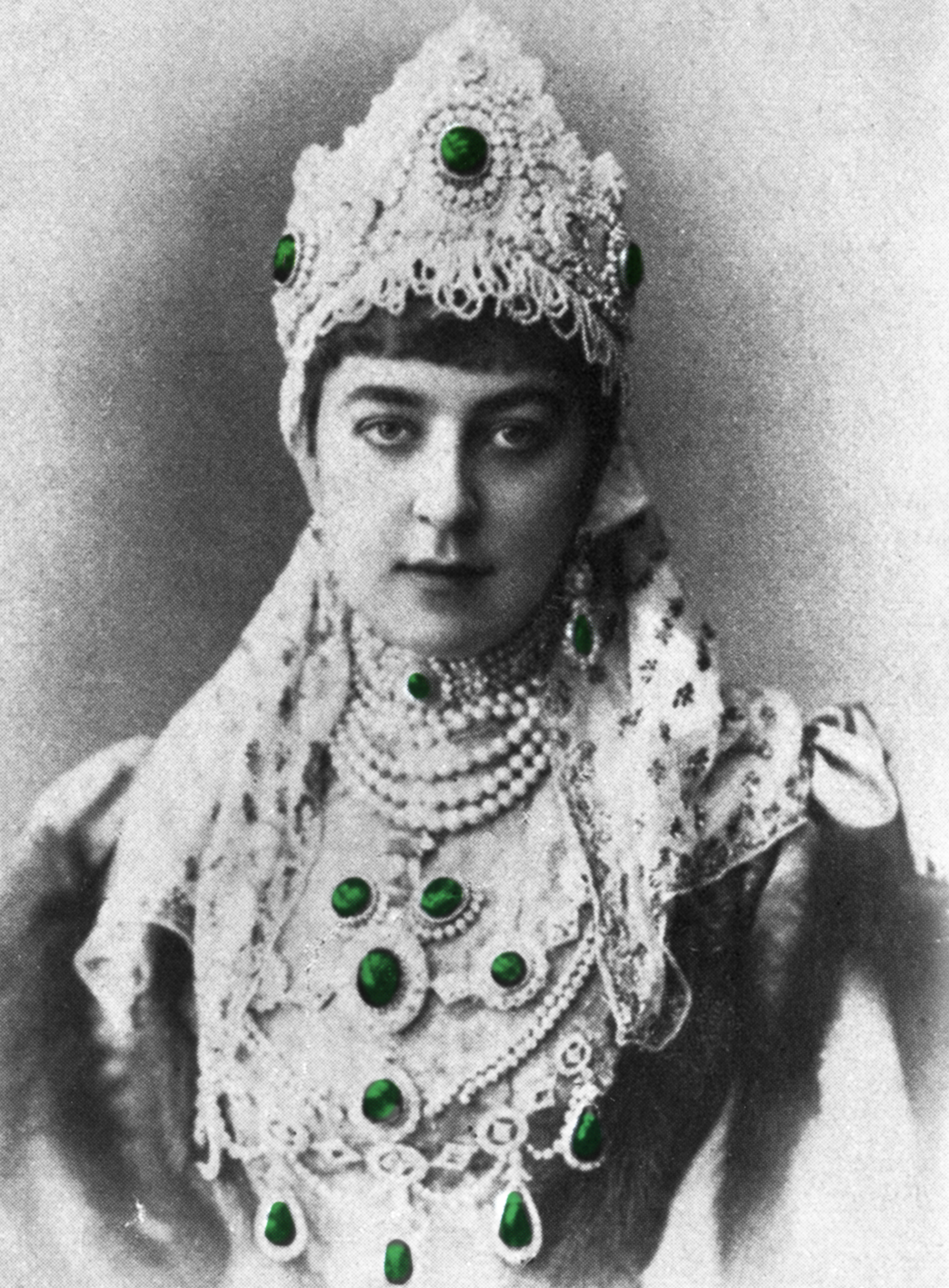
Zina Skobelew, seconda moglie del Duca Evgenij

Nel 1878 sposò Zinaida Dmitrievna Skobeleva (17 gennaio 1856-4 giugno 1899), sorella del generale russo Michail Dmitrievič Skobelev. Non ebbero figli.

## Morte
Quando suo fratello Nikolaj morì senza eredi nel 1891, Evgenij diventò il quinto duca. Morì nel 1901 a San Pietroburgo, e fu sepolto nel Monastero di Aleksandr Nevskij. Fu succeduto dal fratello minore Georgij.

## Ascendenza
|                                                                 |                   |                                                    | Genitori                                               |  |  | Nonni |  |  | Bisnonni                 |  |  | Trisnonni                           |  |
|                                                                 |                   |                                                    |                                                        |  |  |       |  |  | Alexandre de Beauharnais |  |  | François de Beauharnais (1714-1800) |  |
|                                                                 |                   |                                                    |                                                        |  |  |       |  |  | Alexandre de Beauharnais |  |  | François de Beauharnais (1714-1800) |  |
|                                                                 |                   | Marie Anne Henriette Françoise Pyvart de Chastulle |                                                        |  |  |       |  |  | Alexandre de Beauharnais |  |  |                                     |  |
| Eugenio di Beauharnais                                          |                   |                                                    |                                                        |  |  |       |  |  | Alexandre de Beauharnais |  |  |                                     |  |
|                                                                 |                   | Giuseppina di Beauharnais                          | Joseph-Gaspard de Tascher de La Pagerie                |  |  |       |  |  |                          |  |  |                                     |  |
|                                                                 |                   | Giuseppina di Beauharnais                          | Joseph-Gaspard de Tascher de La Pagerie                |  |  |       |  |  |                          |  |  |                                     |  |
|                                                                 |                   | Giuseppina di Beauharnais                          | Rose-Claire des Vergers de Sanois                      |  |  |       |  |  |                          |  |  |                                     |  |
| Maksimilian Evgen’evič di Beauharnais, III duca di Leuchtenberg |                   | Giuseppina di Beauharnais                          |                                                        |  |  |       |  |  |                          |  |  |                                     |  |
|                                                                 |                   | Massimiliano I di Baviera                          | Federico Michele di Zweibrücken-Birkenfeld             |  |  |       |  |  |                          |  |  |                                     |  |
|                                                                 |                   | Massimiliano I di Baviera                          | Federico Michele di Zweibrücken-Birkenfeld             |  |  |       |  |  |                          |  |  |                                     |  |
|                                                                 |                   | Massimiliano I di Baviera                          | Maria Francesca del Palatinato-Sulzbach                |  |  |       |  |  |                          |  |  |                                     |  |
| Augusta di Baviera                                              |                   | Massimiliano I di Baviera                          |                                                        |  |  |       |  |  |                          |  |  |                                     |  |
|                                                                 |                   | Augusta Guglielmina d'Assia-Darmstadt              | Giorgio Guglielmo d'Assia-Darmstadt                    |  |  |       |  |  |                          |  |  |                                     |  |
|                                                                 |                   | Augusta Guglielmina d'Assia-Darmstadt              | Giorgio Guglielmo d'Assia-Darmstadt                    |  |  |       |  |  |                          |  |  |                                     |  |
|                                                                 |                   | Augusta Guglielmina d'Assia-Darmstadt              | Maria Luisa Albertina di Leiningen-Dagsburg-Falkenburg |  |  |       |  |  |                          |  |  |                                     |  |
| Evgenij Maksimilianovič di Beauharnais, V duca di Leuchtenberg  |                   | Augusta Guglielmina d'Assia-Darmstadt              |                                                        |  |  |       |  |  |                          |  |  |                                     |  |
|                                                                 | Paolo I di Russia | Pietro III di Russia                               |                                                        |  |  |       |  |  |                          |  |  |                                     |  |
|                                                                 | Paolo I di Russia | Pietro III di Russia                               |                                                        |  |  |       |  |  |                          |  |  |                                     |  |
|                                                                 | Paolo I di Russia | Caterina II di Russia                              |                                                        |  |  |       |  |  |                          |  |  |                                     |  |
| Nicola I di Russia                                              | Paolo I di Russia |                                                    |                                                        |  |  |       |  |  |                          |  |  |                                     |  |
|                                                                 |                   | Sofia Dorotea di Württemberg                       | Federico II Eugenio di Württemberg                     |  |  |       |  |  |                          |  |  |                                     |  |
|                                                                 |                   | Sofia Dorotea di Württemberg                       | Federico II Eugenio di Württemberg                     |  |  |       |  |  |                          |  |  |                                     |  |
|                                                                 |                   | Sofia Dorotea di Württemberg                       | Federica Dorotea di Brandeburgo-Schwedt                |  |  |       |  |  |                          |  |  |                                     |  |
| Marija Nikolaevna Romanova (1819-1876)                          |                   | Sofia Dorotea di Württemberg                       |                                                        |  |  |       |  |  |                          |  |  |                                     |  |
|                                                                 |                   | Federico Guglielmo III di Prussia                  | Federico Guglielmo II di Prussia                       |  |  |       |  |  |                          |  |  |                                     |  |
|                                                                 |                   | Federico Guglielmo III di Prussia                  | Federico Guglielmo II di Prussia                       |  |  |       |  |  |                          |  |  |                                     |  |
|                                                                 |                   | Federico Guglielmo III di Prussia                  | Federica Luisa d'Assia-Darmstadt                       |  |  |       |  |  |                          |  |  |                                     |  |
| Carlotta di Prussia                                             |                   | Federico Guglielmo III di Prussia                  |                                                        |  |  |       |  |  |                          |  |  |                                     |  |
|                                                                 |                   | Luisa di Meclemburgo-Strelitz                      | Carlo II di Meclemburgo-Strelitz                       |  |  |       |  |  |                          |  |  |                                     |  |
|                                                                 |                   | Luisa di Meclemburgo-Strelitz                      | Carlo II di Meclemburgo-Strelitz                       |  |  |       |  |  |                          |  |  |                                     |  |
|                                                                 |                   | Luisa di Meclemburgo-Strelitz                      | Federica Carolina Luisa d'Assia-Darmstadt              |  |  |       |  |  |                          |  |  |                                     |  |
|                                                                 |                   | Luisa di Meclemburgo-Strelitz                      |                                                        |  |  |       |  |  |                          |  |  |                                     |  |